# Quebrada San Andrés
La quebrada San Andrés es un curso natural de agua intermitente que nace en el lado occidental de la divisoria de aguas con el salar de Maricunga y se dirige con dirección general surponiente hasta desembocar en la ribera derecha del curso inferior de la quebrada Paipote en la cuenca del río Copiapó.

## Historia
Luis Risopatrón lo describe en su Diccionario Jeográfico de Chile (1924):: 616 
San Andres (Quebrada de) 26° 55' 69° 25' Nace en el cordón que cierra por el W la hoya de Maricunga, ofrece vegas de bastante estension, capaces de alimentar numeroso ganado, corre hacia el W i desemboca en la de Paipote, a unos 1 648 m de altitud; en la parte inferior, a unos 25 kilómetros de la estación de Púquios, presenta un escalón de 45 0 m de altura, desarrollado en un largo de 5 a 6 km, con faldas de piedras sueltas i rodados. 63, p. 126; 98, n p. 312; i II, p. 148; 126, 1912, p. 159; i 156.

## Población, economía y ecología
Existen planes para desviar aguas del río Lamas de la cuenca del salar de Maricunga hacia la quebrada de Paipote.: 254 